# Dreiband-Weltmeisterschaft für Nationalmannschaften 1992

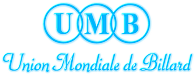
Logo UMB (ausrichtender Verband)

Veranstaltungsort: Viersen

Die Dreiband-Weltmeisterschaft für Nationalmannschaften 1992 war die 6. Auflage dieses Turniers, das seit 1981 in der Regel jährlich in der Billardvariante Dreiband ausgetragen wird. Sie fand vom 12. bis zum 15. März 1992 in Viersen statt.

## Spielmodus
Es nahmen 12 Mannschaften am Turnier teil. Jedes Team bestand aus zwei Spielern. Gespielt wurde in 4 Gruppen. In den Gruppen spielte jeder Spieler gegen beide Gegner. Die vier Gruppensieger erreichten das Halbfinale.
Gespielt wurde das ganze Turnier auf 2 Gewinnsätze. Titelverteidiger Schweden und die hoch gehandelten Belgier schieden überraschend bereits in der Vorrunde aus.
Bei Punktegleichstand wird wie folgt gewertet:
1. Matchpunkte (MP)
2. Satzverhältnis (SV)
3. Mannschafts-Generaldurchschnitt (MGD)

## Teilnehmer
| Nation             | Gruppe | Spieler 1         | Spieler 2         |
| ------------------ | ------ | ----------------- | ----------------- |
| Ägypten            | A      | Ihab El Messery   | Mohammed Diab     |
| Belgien            | B      | Raymond Ceulemans | Kurt Ceulemans    |
| Dänemark           | C      | Hans Laursen      | Tonny Carlsen     |
| Deutschland 1      | C      | Hans-Jürgen Kühl  | Maximo Aguirre    |
| Deutschland 2      | D      | Edgar Bettzieche  | Christian Rudolph |
| Frankreich         | D      | Francis Connesson | Avedis Tachnakian |
| Japan              | B      | Nobuaki Kobayashi | Jun’ichi Komori   |
| Mexiko             | C      | A. Bretón         | Jose Paniagua     |
| Peru               | B      | Adolfo Suárez     | Cayo Badales      |
| Portugal           | A      | Manuel Ribeiro    | Jorge Theriaga    |
| Schweden           | A      | Torbjörn Blomdahl | Lennart Blomdahl  |
| Vereinigte Staaten | D      | Sang Chun Lee     | Frank Torres      |

## Gruppenphase
Die Gruppenersten zogen ins Halbfinale ein.

### Gruppe A
| Platz | Nation   | Sp. | G-U-V | MP  | PP  | SV    | MGD   | BEMD  |
| ----- | -------- | --- | ----- | --- | --- | ----- | ----- | ----- |
| 1     | Portugal | 2   | 1-1-0 | 3:1 | 6:2 | 17:7  | 1,070 | 1,116 |
| 2     | Schweden | 2   | 1-1-0 | 3:1 | 5:3 | 12:10 | 1,125 | 1,250 |
| 3     | Ägypten  | 2   | 0-0-2 | 0:4 | 1:5 | 5:19  | 0,735 | –     |

| Datum         | Nation 1 | MP  | PP  | SV   | Nation 2 |
| ------------- | -------- | --- | --- | ---- | -------- |
| 12. März 1992 | Schweden | 2:0 | 3:1 | 8:4  | Ägypten  |
| 13. März 1992 | Portugal | 2:0 | 4:0 | 11:1 | Ägypten  |
| 14. März 1992 | Portugal | 1:1 | 2:2 | 6:6  | Schweden |

### Gruppe B
| Platz | Nation  | Sp. | G-U-V | MP  | PP  | SV    | MGD   | BEMD  |
| ----- | ------- | --- | ----- | --- | --- | ----- | ----- | ----- |
| 1     | Japan   | 2   | 2-0-0 | 4:0 | 7:1 | 18:6  | 1,205 | 1,568 |
| 2     | Belgien | 2   | 1-0-1 | 2:2 | 4:4 | 13:11 | 1,335 | 1,358 |
| 3     | Peru    | 2   | 0-0-2 | 0:4 | 1:7 | 5:19  | 0,757 | –     |

| Datum         | Nation 1 | MP  | PP  | SV   | Nation 2 |
| ------------- | -------- | --- | --- | ---- | -------- |
| 12. März 1992 | Japan    | 2:0 | 4:0 | 10:2 | Peru     |
| 13. März 1992 | Belgien  | 2:0 | 3:1 | 9:3  | Peru     |
| 14. März 1992 | Japan    | 2:0 | 3:1 | 8:4  | Belgien  |

### Gruppe C
| Platz | Nation        | Sp. | G-U-V | MP  | PP  | SV    | MGD   | BEMD  |
| ----- | ------------- | --- | ----- | --- | --- | ----- | ----- | ----- |
| 1     | Deutschland 1 | 2   | 1-1-0 | 3:1 | 5:3 | 15:9  | 1,219 | 1,327 |
| 2     | Dänemark      | 2   | 1-1-0 | 3:1 | 5:3 | 12:12 | 1,037 | 1,166 |
| 3     | Mexiko        | 2   | 0-0-2 | 0:4 | 2:6 | 9:15  | 0,856 | –     |

| Datum         | Nation 1      | MP  | PP  | SV  | Nation 2 |
| ------------- | ------------- | --- | --- | --- | -------- |
| 12. März 1992 | Dänemark      | 2:0 | 3:1 | 7:5 | Mexiko   |
| 13. März 1992 | Deutschland 1 | 2:0 | 3:1 | 8:4 | Mexiko   |
| 14. März 1992 | Deutschland 1 | 1:1 | 2:2 | 7:5 | Dänemark |

### Gruppe D
| Platz | Nation             | Sp. | G-U-V | MP  | PP  | SV    | MGD   | BEMD  |
| ----- | ------------------ | --- | ----- | --- | --- | ----- | ----- | ----- |
| 1     | Vereinigte Staaten | 2   | 1-1-0 | 3:1 | 5:3 | 15:9  | 1,068 | 1,150 |
| 2     | Deutschland 2      | 2   | 0-2-0 | 2:2 | 4:4 | 10:14 | 1,027 | 1,184 |
| 3     | Frankreich         | 2   | 0-1-1 | 1:3 | 3:5 | 11:13 | 0,881 | 0,984 |

| Datum         | Nation 1           | MP  | PP  | SV  | Nation 2      |
| ------------- | ------------------ | --- | --- | --- | ------------- |
| 12. März 1992 | Frankreich         | 1:1 | 2:2 | 7:5 | Deutschland 2 |
| 13. März 1992 | Vereinigte Staaten | 1:1 | 2:2 | 7:5 | Deutschland 2 |
| 14. März 1992 | Vereinigte Staaten | 2:0 | 3:1 | 8:4 | Frankreich    |

## Finalrunde
|  | Halbfinale (Best of 3)       | Halbfinale (Best of 3) |                   |                   | Halbfinale (Best of 3) | Halbfinale (Best of 3) |
|  |                              |                        |                   |                   |                        |                        |
|  | Japan                        | 1:1/2:2/7:5/1,132      |                   |                   |                        |                        |
|  | Portugal                     | 1:1/2:2/5:7/1,183      |                   |                   |                        |                        |
|  | 15. März 1992                |                        |                   |                   |                        |                        |
|  |                              |                        | 15. März 1992     |                   |                        |                        |
|  | Japan                        | 2:0/3:1/8:4/1,348      |                   |                   |                        |                        |
|  |                              | Vereinigte Staaten     | 0:2/1:3/4:8/1,164 |                   |                        |                        |
|  |                              |                        |                   |                   |                        |                        |
|  | Spiel um Platz 3 (Best of 3) |                        |                   |                   |                        |                        |
|  | 15. März 1992                | 15. März 1992          | Portugal          | 2:0/3:1/8:4/1,068 |                        |                        |
|  | Vereinigte Staaten           | 2:0/4:0/12:0/1,363     | Deutschland 1     | 0:2/1:3/4:8/1,009 |                        |                        |
|  | Deutschland 1                | 0:2/0:4/0:12/1,011     |                   |                   | 15. März 1992          | 15. März 1992          |

## Abschlusstabelle
| MP    | Match Punkte (Sieger = 2; Unentschieden = 1; Verlierer = 0) |
| SV    | Satzverhältnis (nur bei Turnieren im Satzsystem)            |
| Pkte. | Erzielte Karambolagen                                       |
| Aufn. | benötigte Aufnahmen                                         |
| GD    | Generaldurchschnitt                                         |
| MGD   | Mannschafts-Generaldurchschnitt                             |
| BED   | Bester Einzeldurchschnitt eines Spielers                    |
| BEMD  | Bester Einzeldurchschnitt einer Mannschaft                  |
| BSD   | Bester Satzdurchschnitt eines Spielers                      |
| HS    | Höchstserie                                                 |
| WRP   | Weltranglistenpunkte                                        |

| Platz | Nation        | Sp. | G-U-V | MP  | PP   | SV    | Pkt. | Aufn. | MGD   | BEMD  |
| ----- | ------------- | --- | ----- | --- | ---- | ----- | ---- | ----- | ----- | ----- |
| 1     | Japan         | 4   | 3-1-0 | 7:1 | 12:4 | 25:12 | 491  | 403   | 1,218 | 1,568 |
| 2     | U.S.A.        | 4   | 2-1-1 | 5:3 | 10:6 | 22:13 | 437  | 377   | 1,159 | 1,463 |
| 3     | Portugal      | 4   | 3-1-0 | 6:2 | 11:5 | 24:13 | 453  | 413   | 1,096 | 1,458 |
| 4     | Deutschland 1 | 4   | 1-1-2 | 3:5 | 6:10 | 14:21 | 437  | 390   | 1,120 | 1,327 |
| 5     | Schweden      | 2   | 1-1-0 | 3:1 | 5:3  | 10:7  | 225  | 200   | 1,125 | 1,250 |
| 6     | Dänemark      | 2   | 1-1-0 | 3:1 | 5:3  | 10:9  | 246  | 237   | 1,037 | 1,166 |
| 7     | Belgien       | 2   | 1-0-1 | 2:2 | 4:4  | 10:9  | 251  | 188   | 1,335 | 1,358 |
| 8     | Deutschland 2 | 2   | 1-0-1 | 2:2 | 4:4  | 9:13  | 223  | 217   | 1,027 | 1,184 |
| 9     | Frankreich    | 2   | 0-1-1 | 1:3 | 3:5  | 9:11  | 208  | 236   | 0,881 | 0,984 |
| 10    | Mexiko        | 2   | 0-0-2 | 0:4 | 2:6  | 7:12  | 191  | 223   | 0,856 | –     |
| 11    | Peru          | 2   | 0-0-2 | 0:4 | 1:7  | 5:15  | 178  | 235   | 0,757 | –     |
| 12    | Ägypten       | 2   | 0-0-2 | 0:4 | 1:7  | 4:14  | 164  | 223   | 0,735 | –     |